# San Giovanni a Piro
San Giovanni a Piro er en by i Campania, Italien med 3.599 (2023) indbyggere.